# Verbena perriana
Verbena perriana är en verbenaväxtart som beskrevs av Harold Norman Moldenke. Verbena perriana ingår i släktet verbenor, och familjen verbenaväxter. Inga underarter finns listade i Catalogue of Life.